# NHK Fukuoka
NHK Fukuoka (NHK福岡放送局 NHK Fukuokahōsōkyoku) là đài truyền hình trực thuộc của tỉnh Fukuoka, dưới sự quản lý bởi đài NHK.

## Tranh cãi

### Trụ sở bị đe doạ và phát nổ
Vào lúc 17:30 (JST), ngày 22 tháng 2 năm 2009 có một vụ nổ xảy ra gần trước trụ sở NHK Fukuoka. Tại hiện trường là những mảnh vỡ những thùng nhựa chứa chất lỏng giống như xăng bị bỏ lại. Một người đàn ông khả nghi đã bị camera an ninh ghi lại và Sở cảnh sát tỉnh Fukuoka đang truy tìm người đàn ông này.